# Chiesa di San Biagio (Ragusa, Croazia)
La chiesa di San Biagio (in croato Sveti Vlaho) si trova a Ragusa, in Croazia.
La chiesa fu costruita nel 1715 su progetto dell'architetto e scultore veneziano Marino Groppelli, sulle fondamenta di una chiesa medievale romanica gravemente danneggiata. L'edificio fu progettato sul modello della chiesa veneziana di San Maurizio del Sansovino.